# Beskidzka Trasa Kurierska „Jaga–Kora”

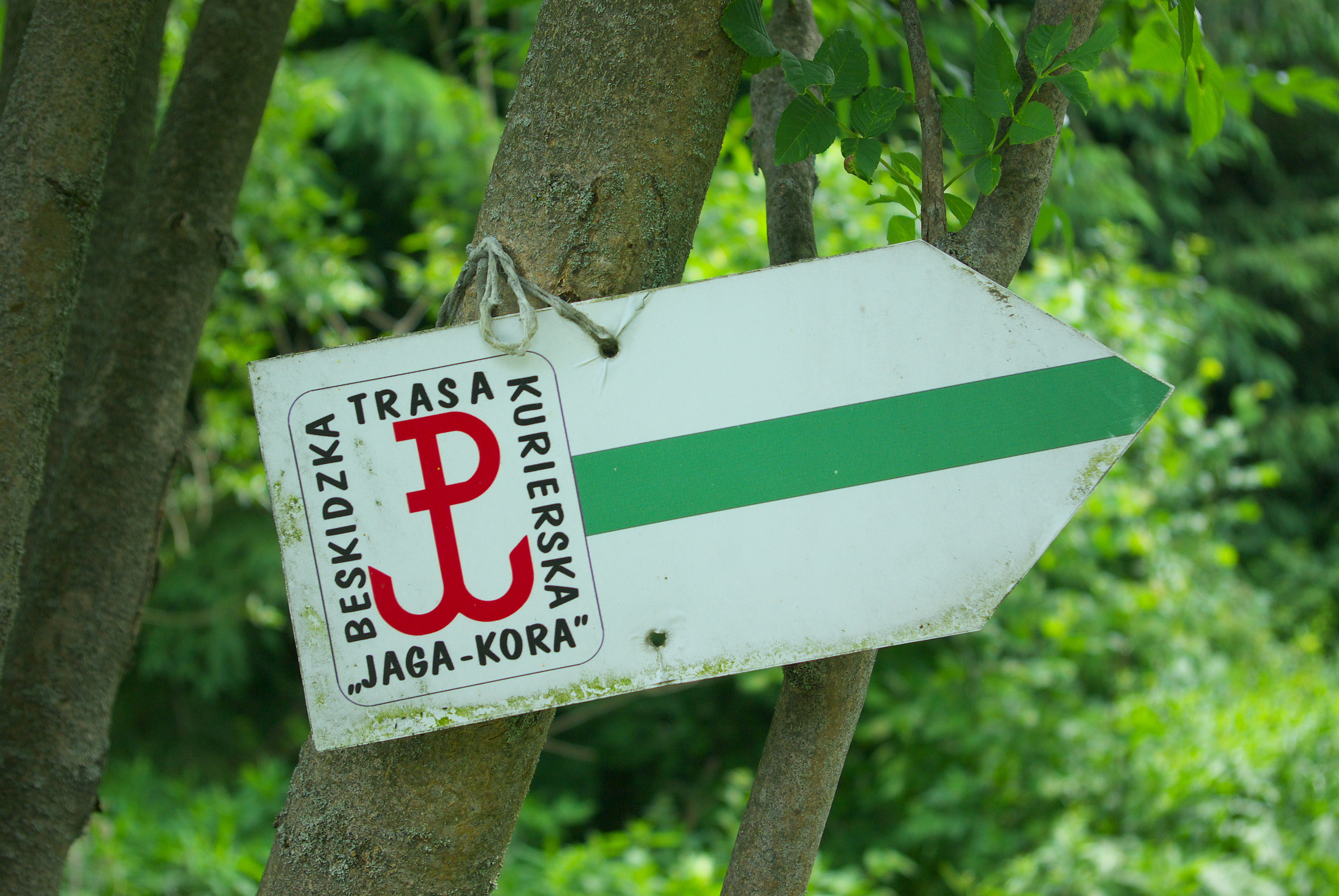
Oznakowanie trasy

Beskidzka Trasa Kurierska „Jaga–Kora” – szlak turystyczny otwarty 24 listopada 2012, stanowiący rekonstrukcję szlaku kurierskiego Komendy Głównej ZWZ-AK funkcjonującego w latach 1940-1945. W czasie II wojny światowej trasę tę pokonywali wielokrotnie kurierzy Polskiego Państwa Podziemnego, w tym najbardziej znany Jan Łożański, pseudonim „Orzeł”. W czasie wojny trasa zaczynała się w Warszawie, skąd kurierzy pociągiem dostawali się do Wróblika Szlacheckiego. Obecnie szlak turystyczny zaczyna się w Rymanowie Zdroju, przebiegając dalej przez Wołtuszową, Wisłoczek, Polany Surowiczne, Wolę Niżną, Wolę Wyżną z końcem na Jasielu.